# Mornington
Mornington (irisch Baile Uí Mhornáin) ist ein Dorf im County Meath, Irland, und gehört zum urbanen Gebiet Laytown–Bettystown–Mornington–Donacarney.

## Lage
Mornington liegt etwas landeinwärts am Ästuar des River Boyne an der Grenze zum County Louth in East Meath. Die Siedlung erstreckt sich entlang der Regionalstraße R151 (Marsh Road) von Drogheda kommend nach Bettystown. Die R150 führt nach Donacarney.

## Geschichte
Der Legende nach soll hier der Hafen an der Boynemündung mit dem Namen Colpa (hostium Colpdi) gelegen haben. Der Heilige Patrick soll hier angelegt und dann weiter nach Slane gezogen sein. Um 800 wird in der Martyrology of Tallaght in der Aufzählung der Heiligen ein Saint Aithcáin of Inber Colptha erwähnt. In Colp befand sich auch ein großes Steinkreuz und eine Augustinerabtei. Der Name der nachbarlichen Siedlung Mornington entstand durch den Normannen Robert le Mariner (Roberto Marinario), der hier mit Land belehnt wurde. Ab 1182 wird die Siedlung Mornington spätestens bestanden haben. Als Villa Roberti Marinarii wird sie 1210 erwähnt und wandelt sich von der latinisierten in eine anglophone Form um. 

## Titel
Der Titel des Earl of Mornington in der Peerage of Ireland geht auf Mornington zurück. 1746 wurde erstmals der Titel Baron of Mornington an Richard Wesley verliehen. Mit dessen Sohn vererbte sich der Titel in der Linie des jeweiligen Duke of Wellington.

## Sehenswürdigkeiten
- Lady’s Finger und der Maiden Tower sind Seefahrtszeichen.
- Die alte Star of the Sea Church ist von 1841. Ein Neubau wurde 1991 geweiht.

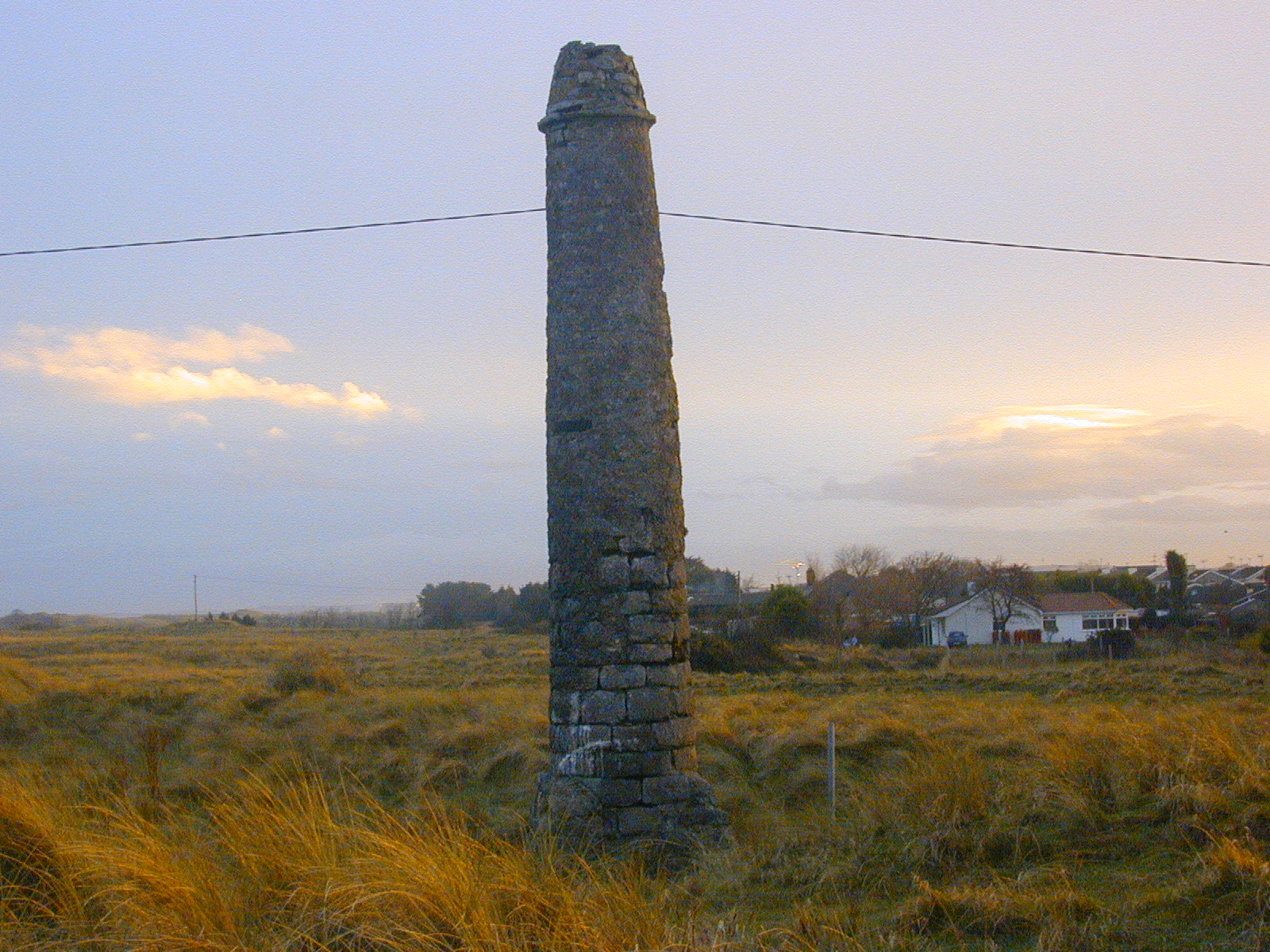
Lady’s Finger (Steinsäule)
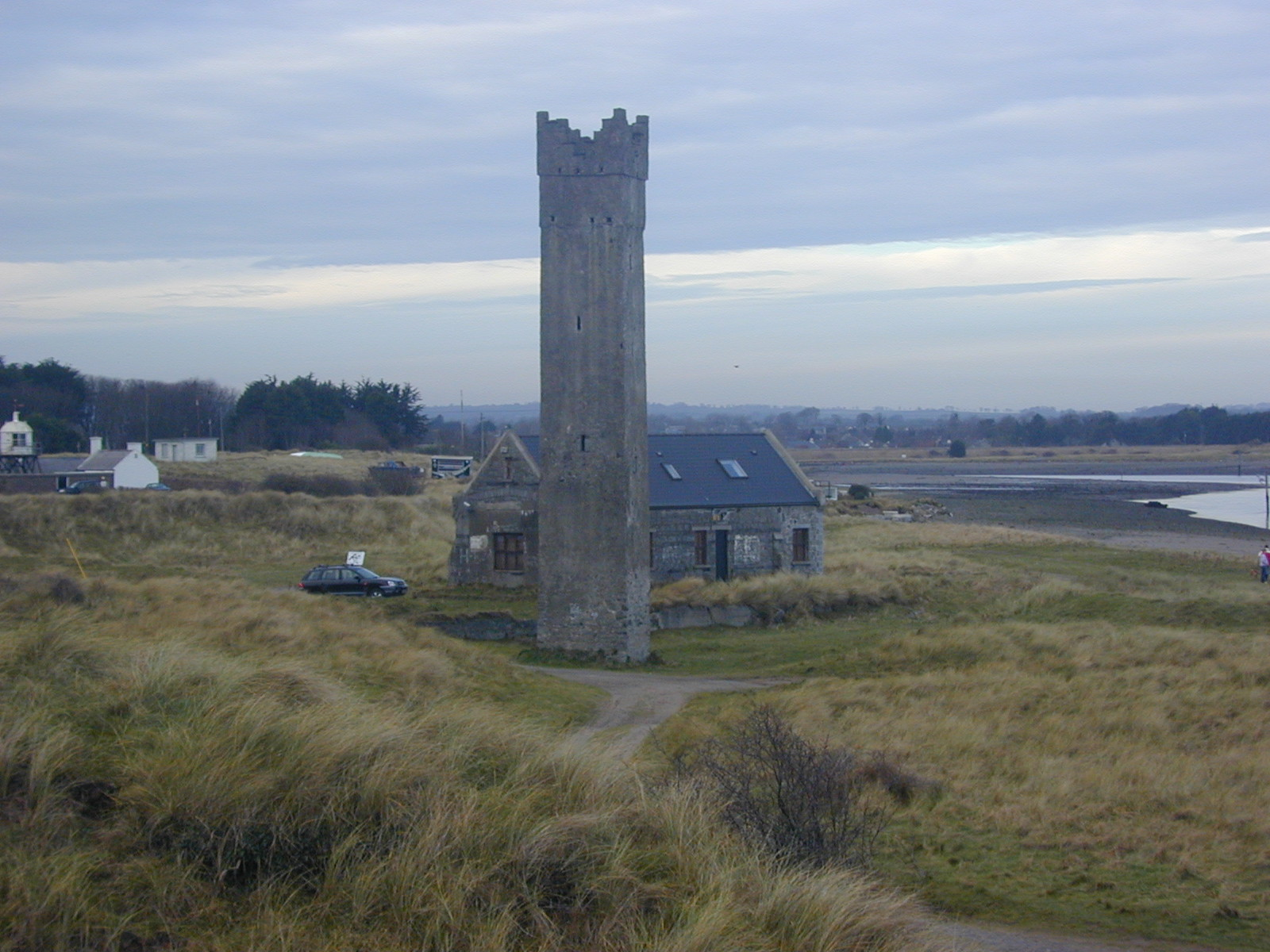
Maiden Tower
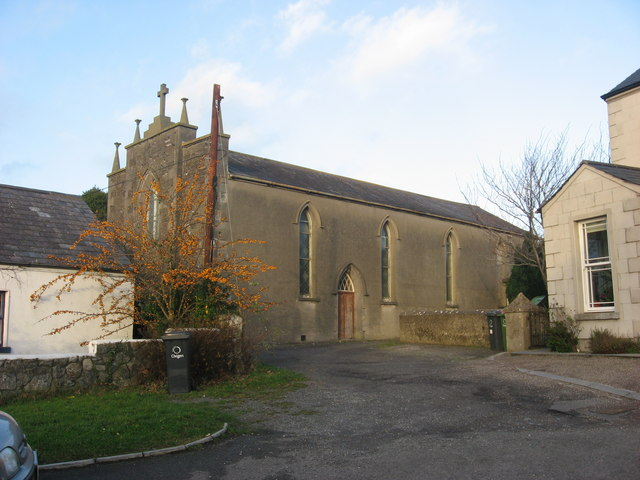
Star of the Sea Church